# Sezema II. z Jevišovic
Sezema II. z Jevišovic (před 1335 – po 1381) byl moravský šlechtic z jevišovické větve rodu pánů z Kunštátu.

## Život
Narodil se někdy před rokem 1335 jako druhorozený syn Kuny II. z Jevišovic. 
Sezema i jeho bratři Oldřich a Boček se v pramenech poprvé objevili v roce 1350 jako majitelé hradu Jevišovice. Sezemova přítomnost při vyhlášení závěti markraběte Jana Jindřicha roku 1371 dokládá opětovné zesílení vážnosti rodu. Naposledy je Sezema zmíněn v roce 1381 jako přísedící na kolokviu soudu v Brně. Byl původcem rodové větve pozdějších Zajímačů. 
Oženil se s Eliškou, která zřejmě pocházela z rodu Ronovců. Sezema po sobě zanechal dva syny, Jindřicha I. Zajímače a Hynka I. Suchého Čerta.